# Ирано-узбекистанские отношения
Ирано-узбекистанские отношения — отношения между двумя государствами Азии, членами ООН — Исламской Республикой Иран и Республики Узбекистан. Дипломатические отношения между странами были установлены 10 мая 1992 года. В столице Узбекистана Ташкенте находится посольство Исламской Республики Иран, а в столице Ирана Тегеране находится посольство Республики Узбекистан.
Страны являются членами ШОС.

## Сравнительная характеристика
|                            | Иран                                                        | Узбекистан                                                           |
| -------------------------- | ----------------------------------------------------------- | -------------------------------------------------------------------- |
| Население (2017)           | 80 830 000                                                  | 36 002 000                                                           |
| Территория                 | 1 648 000 км²                                               | 448 970 км²                                                          |
| Плотность населения (2017) | 48,0 чел./км²                                               | 70,5 чел./км²                                                        |
| Столица                    | Тегеран                                                     | Ташкент                                                              |
| Крупнейшие города          | Тегеран, Мешхед, Тебриз, Шираз, Исфахан, Ахваз, Кум, Кередж | Ташкент, Самарканд, Наманган, Бухара, Фергана, Андижан, Карши, Нукус |
| Форма правления            | исламская республика                                        | президентская республика                                             |
| Государственный язык       | персидский                                                  | узбекский                                                            |
| Основная религия           | Ислам (шиитского толка)                                     | Ислам (суннитского толка)                                            |
| ВВП (ППС) (2017)           | 1,551 трлн долларов США (19050 $ на душу населения)         | 222,792 млрд долларов США (7023 $ на душу населения)                 |
| ВВП (номинал) (2017)       | 438,3 млрд долларов США (5383 $ на душу населения)          | 68,324 млрд долларов США (2154 $ на душу населения)                  |
| Валюта                     | риал                                                        | сум                                                                  |
| ИЧР (2015)                 | 0,774                                                       | 0,701                                                                |

## Контекст и история
Будучи близко живущими народами, узбеки и персы, а также другие народы двух стран имеют длительную историю отношений, берущую начало в истории Древнего мира. 
История, культура, традиции и обычаи, кухня двух народов тесно переплетены между собой. Современные территории двух стран в разное время были частью персидских и тюркских империй. В частности, территория нынешнего Узбекистана входила в Ахеменидскую и Селевкидскую империю. А территория нынешнего Ирана входила в Хорезмское, Саманидского, Газневидское, Тимуридское, Шейбанидское  государства и империи.

## Современные отношения
В настоящее время в Узбекистане проживают более 30 тысяч среднеазиатских иранцев — потомков персидских и иранских иммигрантов, которые поселились на территории нынешнего Узбекистана в XVII—XIX веках. Основная часть среднеазиатских иранцев проживают в Самарканде и его окрестностях, а также в Бухаре и его окрестностях. В Иране существует маленькая община узбеков, которые поселились на территории современного Ирана с XIX века и до середины 20-х годов XX века.
После обретения независимости Узбекистана из-за распада СССР, в ноябре 1992 года избранный Президент Республики Узбекистан Ислам Каримов впервые прибыл с визитом в Исламскую Республику Иран. Тогда был подписан ряд двусторонних документов для начала, развития и укрепления отношений.
Между двумя странами установлены сотрудничества в области транспорта и коммуникаций, нефтехимии, энергетики, банковской деятельности, фармацевтики, таможни и др. Также установлены двусторонние сотрудничества по противодействию терроризму, экстремизму и наркотрафику. В настоящее время подписаны более 50 различных двусторонних документов которые направлены на развитие и укрепление отношений.
10—11 июня 2000 года Президент Республики Узбекистан во второй раз посетил Иран по случаю проведения в Иране очередного саммита Организации экономического сотрудничества. 26—28 апреля 2002 года Узбекистан посетил с официальным визитом Президент Исламской Республики Иран Мохаммад Хатами, который встретился с Президентом Республики Узбекистан, а также посмотрел исторические здания и достопримечательности Ташкента, Бухары и Самарканда. 17—18 июня 2003 года Иран посетил со вторым официальным визитом Ислам Каримов. По результатам этих визитов и встреч, был подписан ряд двусторонних документов, которые были направлены на развитие и укрепление связей.
По итогам 2004 года товарооборот между двумя странами достиг до 370 миллионов долларов США. В последующие годы этот показатель увеличился в несколько раз. В настоящее время Иран входит в десятку ведущих партнёров Узбекистана по экономическому партнёрству. А Узбекистан является одним из важнейших экономических партнёров Ирана. Кроме экономических связей, две страны объединяют культурные, исторические и социальные связи. В Узбекистане с иранским капиталом созданы более 50 компаний и предприятий. Из них более 40 являются совместными. 17 марта 1993 года было достигнуто соглашение и подписан меморандум по установлению связей по воздушному транспорту. С августа 1994 года самолёты иранской национальной авиакомпании «Iran Air» начали осуществлять регулярные рейсы раз в неделю по маршруту Тегеран — Ташкент — Тегеран, который курсирует до сегодняшнего времени. Кроме воздушного транспорта, также осуществляется сотрудничество на наземном транспорте. Силами в том числе и узбекистанских строителей в 1996 году было завершено строительство железной дороги по маршруту Теджен — Сарахс — Бендер-Аббас, по которому Узбекистан может направить товары в Иран и в страны Персидского залива. А Иран в свою очередь может направить товары в страны Средней Азии и в Китай, транзитом через Туркменистан.
В настоящее время двусторонние отношения поддерживаются через посольства двух стран, и созданного совместно 8 сентября 1999 года общества дружбы «Узбекистан — Иран». Узбекистан экспортирует в Иран хлопок, цветные металлы, изделия металлургии, нефть и нефтепродукты, автомобили и транспортные средства, электронику а также продукты химической промышленности и др. Иран в свою очередь экспортирует в Узбекистан продукты сельского хозяйства, растительные и животные жиры, продукты питания, текстильную и обувную продукцию, продукты химической промышленности, кофе, чай, продукты фармацевтики и др.
В сентябре 2017 года в столице Казахстана Астане президент Узбекистана Шавкат Мирзиёев встретился с президентом Ирана Хасаном Рухани на полях саммита Организации исламского сотрудничества по науке и технологиям. В ходе переговоров было отмечено, что между двумя странами идёт укрепление дружеских отношений, дальнейшее расширение сотрудничества.